# Andrzej Koniecpolski
Andrzej Koniecpolski herbu Pobóg – rotmistrz królewski.
Poseł na sejm pacyfikacyjny 1589 roku z województwa sandomierskiego, podpisał traktat bytomsko-będziński.